# Roberto Frinolli
Roberto Frinolli, italijanski atlet, * 13. november 1940, Rim, Italija.
Frinollijeva paradna disciplina je bil tek na 400 m z ovirami, v katerem je leta 1966 postal tudi evropski prvak. Na evropskem prestolu je tedaj nasledil rojaka Salvatoreja Moraleja. V karieri je zmagal še na Sredozemskih igrah 1963 ter dvakrat na Poletni univerzijadi - v letih 1963 in 1965.

## Kariera
Leta 1963 je Frinolli prvič osvojil italijansko državno prvenstvo, v teku na 400 m z ovirami. Ta uspeh je nato v letih 1963-1966 in 1968-1969 nadgradil z dodatnimi državnimi naslovi, skupaj jih je v karieri osvojil šest. Leta 1963 se je tudi udeležil Poletne univerzijade in Italiji priboril zlato, ki ga je nato čez dve leti ubranil. Dobre predstave so ga ponesle na Poletne olimpijske igre 1964 v japonski Tokio, kjer se je v teku na 400 m z ovirami prebil v veliki finale, a tam naposled s časom 50.7 zasedel 6. mesto. Na igrah je sodeloval še kot član italijanske štafete 4x400 m, s katero pa je izpadel že v kvalifikacijah.
Dve leti kasneje je na Evropskem prvenstvu s časom 49.8 pritekel do zlata, drugouvrščenega Nemca Gerda Loßdörferja je prehitel za okoli pol sekunde. Znova je tekmoval tudi s štafeto, s katero je postavil državni rekord (3:06.5), kar je zadostovalo za končno 6. mesto.
Leta 1968 je Italijo zastopal na Poletnih olimpijskih igrah 1968, na katerih si je priboril drugi zaporedni finale v teku na 400 m z ovirami. Če je v polfinalu odtekel čas 49.14 (in s tem izboljšal italijanski rekord Salvatoreja Moraleja), pa te predstave ni zmogel ponoviti v finalu. Tekel je za skoraj sekundo slabše (50.13) in zasedel 8. mesto. Njegov državni rekord 49.14 je šele leta 1991 presegel Fabrizio Mori, s časom 48.92. Frinolli se je nato udeležil še Poletnih olimpijskih iger 1972 v nemškem Münchnu, a je tedaj izpadel že v kvalifikacijah.
Frinolli je med letoma 1961 in 1972 italijanski dres skupaj nosil 36-krat. Po koncu kariere je ostal tesno povezan z atletiko. Leta 2001 je pri Italijanski atletski zvezi zasedel funkcijo komisar za tehnične discipline. Poročil se je s plavalko Danielo Beneck, s katero imata dva sinova, ki sta se tudi ukvarjala z atletiko - Giorgio s tekom čez ovire in Bruno s skokom v daljavo. Oba sta tudi zastopala Italijo na mednarodnih tekmovanjih.